# U Aquilae
Désignations
U Aquilae est une étoile binaire de la constellation de l'Aigle, située à environ 2000 années-lumière (614 parsecs) de la Terre.
L'étoile primaire (composante A) est une supergéante jaune avec un rayon de 55 R☉ et une luminosité de 2 570 L☉. La secondaire (composante B) est une étoile bleu-blanc de la séquence principale, ayant deux fois la masse du Soleil et environ 30 fois plus lumineuse. Elle est plus chaude que l'étoile primaire avec une température de 9 300 K, mais beaucoup plus petite et plus faible. Les deux étoiles orbitent autour de leur centre de masse en cinq ans et leur séparation varie entre 5 et 7 ua sur une orbite faiblement excentrique.
U Aql A est une étoile variable Céphéide classique dont la luminosité varie entre les magnitudes 6,08 et 6,86 sur une période de 7,02 jours. C'est une étoile évoluée qui a épuisé les réserves d'hydrogène de son cœur et qui fusionne actuellement l'hélium en carbone.